# Festival Filem Malaysia
Festival Filem Malaysia (FFM, ang. Malaysia Film Festival) – ceremonia wręczenia nagród organizowana przez gremium Perbadanan Kemajuan Filem Nasional (FINAS) w celu wyróżnienia osiągnięć na polu kinematografii malezyjskiej. Wydarzenie zostało zapoczątkowane w 1980 roku.